# Aarón Merino Fernández
Aarón Merino Fernández (Ixcaquixtla, Puebla; 20 de marzo de 1906 - Ciudad de México, 1972) fue un ingeniero y político mexicano, miembro del Partido Revolucionario Institucional. Fue gobernador de Quintana Roo y de Puebla.

## Carrera política
Hizo su carrera de ingeniero agrónomo con la especialidad de obras hidráulicas en la Escuela Nacional de Agricultura. Fue secretario de la Sociedad Agronómica Mexicana; presidente de la Comisión Agraria, en Puebla; delegado del Departamento Agrario en la misma ciudad; diputado federal en la XXXVIII Legislatura; director general de Obras Públicas de la Secretaría de Comunicaciones y Obras Públicas; director de Servicios Generales del Departamento del Distrito Federal; oficial mayor, y después subsecretario de Educación Pública.

### Gobernador del territorio de Quintana Roo
En 1959 fue nombrado gobernador de Quintana Roo por el presidente Adolfo López Mateos. Al aceptar dicho nombramiento renunció a la postulación como candidato a la gubernatura del Estado de Puebla. La razón de su nombramiento fue la necesidad de sustituir al gobernador del territorio Margarito Ramírez. No solamente reconstruyó Chetumal después del devastador huracán Janet en 1955, fecha en que el territorio quedó en absoluto abandono ya que las autoridades huyeron ante la total devastación. En realidad, él rescató a Quintana Roo del estado de insalubridad y casi inhabitabilidad en que estaba y no sólo se abocó a la reconstrucción de la ciudad capital, Chetumal, sino que puso la primera piedra para crear la infraestructura que permitiría a este territorio convertirse en "Estado Libre y Soberano" de Quintana Roo. Bajo su mandato se realizó una titánica labor de urbanización moderna y sin precedente, instalando así mismo la primera red de agua potable y drenaje, así como el primer servicio telefónico, tanto local como de larga distancia. En esos años, aparte de Palacio de Gobierno y el maltrecho hotel Los Cocos que estaba convertido en cuartel militar y totalmente derruido, fue rehabilitado con una total remodelación de instalaciones, habitaciones y demás servicios propios de un hotel de primera línea. Fue inaugurado por Adolfo López Mateos en 1961. Bajo el mandato de Merino Fernández seguido por su equipo, quien trabajó  de forma activa y entusiasta con los empresarios y habitantes de Chetumal en ese entonces, se comenzaron a construir casas habitación ya no de madera, como lo eran absolutamente todas las construcciones en Chetumal y toda la región en general. Comenzaron a aparecer las construcciones perfectamente planeadas y construidas con estructuras sólidas e imperecederas por arquitectos capacitados, ya con instalaciones eléctricas e hidráulicas totalmente modernas. En Cozumel, promovió, así mismo, por primera vez, el turismo a gran escala, con la construcción del Hotel Presidente, llevando desde la Ciudad de México a empresarios y constructores de punta, para tal efecto. Bajo su mandato, también se trabajó activamente en Chetumal, Cozumel y otras localidades, hasta entonces 'olvidadas', en fuertes campañas de vacunación contra el paludismo, así como la construcción de centros de salud,  escuelas y carreteras. Promovió la colonización del entonces territorio, por empresarios, constructores, inversionistas, igual que trabajadores de otros estados de la República Mexicana, iniciando así un cambio radical en el hasta entonces abandonado Territorio de Quintana Roo, convirtiéndolo así en el parte aguas de lo que hoy es el estado más atractivo para el turismo nacional e internacional.

### Gobernador de Puebla
Debido a su personalidad conciliadora, en 1964 cumplió exactamente la misma función en su estado natal, Puebla, donde sustituyó en la gubernatura a Antonio Nava Castillo, quien dejó el cargo tras una serie de crisis sociales que tenían a la ciudad de Puebla en estado de sitio. Fungió como gobernador interino por un año y tres más como gobernador constitucional.
En Puebla, dejó de manifiesto su tónica política y social, dinámica y enérgica, llevando diversas industrias de gran magnitud, como la planta armadora Volkswagen, la Fundidora HYLSA y otras de igual o similar importancia. Preocupado siempre por la educación, llevó a cabo la creación de la Escuela Normal en la ciudad capital, así como otras escuelas de diversos niveles por todo el estado. Fundó el "Festival Musical de Mayo", que más tarde sería renombrado com "Puebla, Ciudad Musical", llevando a Puebla a los más destacados exponentes en el mundo en su tiempo, de la música clásica, del ballet y la ópera, haciendo sus presentaciones en diversos edificios de gran tradición cultural en el centro de la ciudad, que fueron remodelados, al igual que otra joyas arquitectónicas de la ciudad. Así mismo se ocupó de mejorar los servicios sociales y médicos en todo el Estado. En la ciudad de Puebla, realizó la magna obra de entubar el río San Francisco (actual Boulevard Héroes del 5 de Mayo), resolviendo con ello los serios problemas viales y sanitarios de la ciudad. Llevó a cabo la construcción del Estadio Olímpico Cuauhtémoc, así como la avenida Hermanos Serdán y otras avenidas de gran importancia. Siempre visionario, apoyó a la industria y al comercio, la agronomía y la ganadería, y la cultura en general, de manera importante y decidida, sentando los cimientos para el Estado y su ciudad capital para un futuro mucho más prometedor.

## Estudios y trayectoria académica
- Estudió la primaria en Tepeaca, y en Puebla, la escuela normal.
- La carrera profesional la realizó en la Escuela Nacional de Agricultura de Chapingo, donde recibió el título de Ingeniero Agrónomo con especialidad en Asuntos Hidráulicos.
- Fue profesor de la misma Escuela Nacional de Agricultura antes de iniciar su actividad política.
- Secretario de la Sociedad Agronómica Mexicana.

Es autor de las siguientes obras:
- Memorias agrarias del Estado de Puebla.
- El problema agrario de México.

También es autor de otros libros sobre la educación técnica en la República Mexicana y sobre la educación normalista.

## Trayectoria política
- Presidente de la Comisión Agraria en Puebla.
- Delegado del Departamento de Asuntos Agrarios en el Estado de Puebla.
- Diputado a la XXXVIII Legislatura del Congreso de la Unión.
- Director general de Obras Públicas de la Secretaría de Comunicaciones.
- Director de servicios generales del Departamento Central del Distrito Federal, hoy Gobierno de la Ciudad de México.
- Oficial Mayor de la Secretaría de Educación Pública.
- Subsecretario de Educación Pública.
- Gobernador Sustituto del territorio (hoy estado) de Quintana Roo en 1958.
- Gobernador Sustituto del Estado de Puebla, de 1964 a 1969.

## Su aportación al desarrollo de Puebla
Como gobernador de Puebla, el ingeniero Aarón Merino entró al relevo del general de división Antonio Nava Castillo en 1964, en un momento difícil de la historia poblana ya que el gobierno local vivía entonces ácidos enfrentamientos con facciones políticas de izquierda arraigados en la hoy Benemérita Universidad Autónoma de Puebla, y que en general eran identificados con el mote de carolinos.
A su vez, los carolinos se enfrentaban a las células conocidas como fúas (FUA: Frente Anticomunista Universitario), que eran grupos de choque universitarios promovidos por la derecha poblana. Más de una vez, los enfrentamientos derivaron en balaceras, mismas que el general Nava Castillo reprimió violentamente en numerosas ocasiones por medio de las corporaciones policiales locales.
Cuando los estudiantes unieron sus voces para protestar, el incipente gobierno de Nava Castillo empezó a tambalearse, al punto de que hubo de retirarse del ejecutivo poblano. Fue así como Aarón Merino Fernández lo sustituyó y escribió una página totalmente diferente en los anales de la historia de la entidad gracias a su capacidad conciliadora y habilidad natural para tejer consensos; y gracias también, a su aguda visión de desarrollo.
Durante su gobierno llevó a cabo importantes e incontables obras materiales y sociales, entre las que pueden citarse:
- La avenida Hermanos Serdán, siendo la de mayor envergadura. Así mismo, la construcción de diversas avenidas.
- Rescate y restauración de edificios históricos en todo el primer cuadro, retirando o modificando letreros y anuncios que desvirtuaban su arquitectura colonial.
- Ciudad Universitaria, sede de la hoy Benemérita Universidad Autónoma de Puebla.
- La Unidad Normalista (sede del hoy Benemérito Instituto Normal del Estado).[1]
- Construcción del estadio Cuauhtémoc
- Eliminación de los enormes problemas de salubridad y tránsito vehicular, entubando el río San Francisco y su transformación al Boulevard Héroes del 5 de Mayo (antes Gran Calzada San Francisco).
- Fundación del Festival Internacional de Música Clásica, hoy llamado "Puebla, Ciudad Musical".
- Escuelas rurales en todo el estado.
- Promoción Industrial del Estado, llevando, entre otras factorías, la planta armadora Volkswagen de México, gran generadora de empleo y la instalación de empresas "satélite" o proveedoras de dicha planta.
- Asistencia económica a la Universidad de Las Américas (UDLAP), mediante convenio con la fundación Mary Street Jenkins